# Devils Haircut
«Devils Haircut» —en inglés: «Corte de pelo de diablos»— es una canción del músico estadounidense Beck, lanzada en 1996 como segundo sencillo del álbum Odelay.

## Contenido lírico y musical
Como es habitual con sus canciones de la época Odelay, "Devils Haircut" es conducida por un gran número de muestras: los tambores en los coros y roturas de tambor provienen de la canción "Soul Drums" de Pretty Purdie; los tambores durante los versos provienen de la versión hecho por la banda Them de la canción de James Brown, "Out of Sight"; y el riff de guitarra fue tomado de otro cover de la banda Them (esta vez de la canción "I Can Only Give You Everything"), pero fue reproducido por Beck en lugar de ser muestreado.
Encima de esta mezcla instrumental, Beck canta letras oblicuas sobre "el robo de besos de las caras leprosas", "descuento en orgías", y "árboles del hombre de la basura". La letra de la canción está llena de poesía y atajos mentales. Las letras aquí emulan minimalistas frases que pueden utilizarse cuando no se puede comunicar fuera de la mente interior. Como tal, las palabras son representativas de un concepto metafórico de algo observado en el mundo. Beck habló sobre el significado de "Devils Haircut" en algunas ocasiones. En una entrevista, afirmó que era "una metáfora muy simplista para un corte de pelo del diablo".

## Video musical
El video musical de la canción está dirigido por Mark Romanek. Cuenta con Beck, recorriendo varios lugares de la ciudad de Nueva York, llevando un atuendo de vaquero y un boombox. En algunos puntos, la acción se congela y la cámara enfoca Beck como una pintura viviente. Luego la cámara hace un zum sobre los espías que han estado siguiendo a Beck todo el tiempo. El video contiene referencias a las películas Midnight Cowboy y Los 400 golpes.
En el 1997, Beck ganó un total de cinco premios "moonmen" en los MTV Video Music Awards. Dos eran para "The New Pollution", y "Devils Haircut" ganó tres: "mejor montaje", "mejor dirección" y "mejor video masculino".

## Lista de canciones
CD #1
1. «Devils Haircut» [LP Versión]
2. «Devils Haircut» [Remix by Noel Gallagher]
3. «Groovy Sunday» [Remix by Mike Simpson]
4. «Trouble All My Days»

CD #2
1. «Devils Haircut» [LP Versión]
2. «Dark and Lovely» [Remix by Dust Brothers]
3. «American Wasteland» [Remix by Mickey P.]
4. «.000.000»

12"
1. A1 «Devils Haircut» (LP Versión) (3:13)
2. A2 «Devils Haircut» (Dark And Lovely) (3:38)
3. A3 «Devils Haircut» (American Wasteland) (2:43)
4. B1 «Where It's At» (Lloyd Price Express) (4:57)
5. B2 «Clock» (2:43)

7"
1. «Devils Haircut» (3:13)
2. «Lloyd Price Express» (4:57)

## Lados B y remixes
"Devils Haircut" fue lanzado con una serie de caras B, que incluyen muchos remixes:
- CD #1 incluye dos remixes. Uno por Noel Gallagher de Oasis y el otro por Mike Simpson de The Dust Brothers. El primero agrega una guitarra rugiente, destacada sobre todos los demás instrumentos de la pista, mientras que el último es una toma más jazzy de la canción, repleta de percusión añadida y cuernos de jazz.

- CD #2 incluye "Dark and Lovely", otra muestra-remix de Dust Brothers y "American Wasteland", por Mickey P, que transforma la canción en una toma más rápida, de estilo hardcore punk.

Ambos CDs tenían un lado B original además de los remixes: 
- CD #1 contiene "Trouble All My Days", una de las primeras canciones de Beck del año 1993, que se caracteriza por sus profundas y distorsionadas voces, mientras Beck toca su guitarra sueltamente afinada. "Trouble All My Days" había sido incluida en "Pay No Mind (Snoozer)", Golden Feelings y en otras dos versiones anteriores a su inclusión en el CD #1 de "Devils Haircut".

- CD #2 contiene ".000.000", una canción inédita, con un fondo instrumental minimalista y extraño, además de letras difícil de discernir. ".000.000" también fue lanzado en "The New Pollution".

Otro remix, "Richard's Hairpiece", fue hecho por cortesía de Aphex Twin, en el cual se elimina el riff y la voz de Beck se aceleró, hasta tal punto de terminar siendo muy aguda. Este remix no fue incluido en ninguna versión en CD de "Devils Haircut", debido a la demora de Aphex Twin en hacerla, pero fue incluido posteriormente en el CD de "The New Pollution".

## Posición
| Listas (1996)                     | Posición |
| --------------------------------- | -------- |
| Canadian RPM Alternative 30       | 19       |
| UK Singles Chart                  | 22       |
| U.S. Billboard Hot 100            | 94       |
| U.S. Billboard Modern Rock Tracks | 23       |

## En la cultura popular
- En 2001, Beck aparece en el episodio Bendin' in the Wind, de la serie animada estadounidense Futurama. Beck le dice a Bender, "cuando estoy molesto, escribo una canción sobre ello. Como cuando escribí 'Corte de pelo del diablo', me sentía realmente... realmente... ¿de qué trata esa canción?" como una alusión a las letras oblicuas de la canción.

- Bob Dylan hizo referencia a la canción y su complejidad lírica en su programa semanal de radio en XM Satellite Radio: "estamos hablando del diablo aquí en el 'Theme Time Radio Hour'. Y el diablo siempre se ve fuerte. Una de las razones por las que se ve fuerte es que tenía un buen corte de pelo. Aquí es Beck quien dice todo. Esto es de su álbum Odelay, producido por los Dust Brothers. Beck dice 'esta canción es una metáfora muy simplista para el mal de la vanidad'. Pensé a que lo puedas bailar."

- La banda escocesa Travis menciona a "Devils Haircut" (junto con "Wonderwall" de Oasis y "A Design for Life" de Manic Street Preachers) en "Slide Show", una canción de su álbum de 1999, The Man Who.

- "Devils Haircut" aparece al principio del primer episodio de la serie de televisión Reaper.